# Serhij Hontsjar
Serhij Hontsjar (Oekraïens: Сергій Гончар) (Rovno, 3 juli 1970) is een voormalig Oekraïens wielrenner. Hij was beroepsrenner van 1996 tot 2010. Andere transcripties van zijn naam zijn onder meer Sergej Gontchar, Serhiy Honchar of Sergei Gontsjar.

## Wielerloopbaan
Serhij Hontsjar werd beroepswielrenner in 1996 en heeft één grote specialiteit: tijdrijden. Zo werd hij meerdere malen tijdritkampioen van zijn land, won hij vijf tijdritten in de Ronde van Italië, één in de Ronde van Zwitserland, twee in de Ronde van Frankrijk en drie in de Ronde van Nederland, die hij in 1999 wist te winnen. Ook won hij eenmaal de Grote Landenprijs en tweemaal de Chrono des Herbiers, twee eendaagse tijdritten. Hij is ook een meer dan degelijk klimmer, zo werd hij 4e en 2e in de Ronde van Italië
Zijn twee meest aansprekende resultaten zijn de wereldtitel tijdrijden in 2000, nadat hij al twee keer op het podium had gestaan, en de tweede plaats in het eindklassement van de Giro van 2004. In 2006 stapte hij over naar het Duitse T-Mobile.
Hontsjar won verrassend de eerste individuele tijdrit van de Ronde van Frankrijk 2006. Hij versloeg onder meer favoriet Floyd Landis en mocht daarmee de gele trui overnemen van Tom Boonen. Zijn specialiteit bevestigde hij nogmaals in de alles beslissende individuele tijdrit in de Ronde van Frankrijk 2006, deze schreef hij namelijk ook op zijn naam.
Op 19 juni 2007 werd hij ontslagen bij T-Mobile, officieel omdat hij zich niet aan de gedragscode van de ploeg had gehouden. Na de wielerwedstrijden Luik-Bastenaken-Luik en de Ronde van Romandië waren er bij dopingcontroles verdachte waarden in zijn bloed aangetroffen, waarna de ploegleiding van T-Mobile Hontsjar al op het laatste moment uit de selectie voor de Ronde van Italië 2007 had gehouden. In 2009 beëindigde hij op 39-jarige leeftijd zijn profcarrière.

## Belangrijkste overwinningen
- 1993 - Eindklassement Ronde van Slowakije
- 1997 - 5e etappe Ronde van Zwitserland
- 1997 - Chrono des Nations
- 1998 - 3e etappe B Ronde van Nederland
- 1998 - Chrono des Nations
- 1999 - 3e etappe B, Eindklassement Ronde van Nederland
- 1999 - GP des Nations
- 1999 - Chrono des Nations
- 2000 - Eindklassement Wielerweek van Lombardije
- 2000 - Wereldkampioen tijdrijden
- 2001 - Eindklassement Wielerweek van Lombardije
- 2001 - Oekraïens Kampioen tijdrijden
- 2001 - 4e etappe van de Ronde van Nederland
- 2002 - 1e in de Memorial Fausto Coppi
- 2002 - Oekraïens Kampioen tijdrijden
- 2003 - Oekraïens Kampioen op de weg
- 2004 - Trofeo Androni Giocattoli (koppeltijdrit met Jaroslav Popovytsj)
- 2005 - 3e etappe van de Giro del Trentino

## Resultaten in voornaamste wedstrijden
| Jaar | Ronde van Italië | Ronde van Frankrijk | Ronde van Spanje |
| ---- | ---------------- | ------------------- | ---------------- |
| 1997 | 5e (1)           |                     | 56e              |
| 1998 | 10e (1)          |                     | opgave           |
| 1999 | 7e (1)           |                     |                  |
| 2000 | 9e               |                     | 27e              |
| 2001 | 4e               |                     |                  |
| 2002 |                  | 64e                 |                  |
| 2003 | 8e (1)           |                     |                  |
| 2004 | ↑ (1)            |                     |                  |
| 2005 | 6e               | opgave              |                  |
| 2006 | opgave           | 52e (2)             |                  |
| 2007 |                  |                     |                  |

| Jaar | Milaan-San Remo | Amstel Gold Race | Luik-Bast.‑Luik | Ronde van Lombardije |
| ---- | --------------- | ---------------- | --------------- | -------------------- |
| 1997 | 75e             |                  |                 |                      |
| 1998 |                 |                  |                 |                      |
| 1999 |                 |                  | 55e             |                      |
| 2000 |                 |                  |                 |                      |
| 2001 |                 |                  |                 |                      |
| 2002 |                 |                  |                 |                      |
| 2003 | 74e             |                  |                 | 7e                   |
| 2004 | 29e             | 24e              |                 | 18e                  |
| 2005 |                 |                  |                 |                      |
| 2006 |                 |                  |                 |                      |
| 2007 |                 |                  | 25e             |                      |